# Rizodòntides
Els rizodòntides (Rhizodontida) són un ordre extint de peixos sarcopterigis que van viure des de finals del Devonià mitjà (Givetià) fins a finals del Carbonífer; la primera espècie coneguda data de fa uns 377 milions d'anys i l'última de fa uns 310. Van viure en rius i llacs tropicals i van ser els depredadors dominants del seu temps. Van aconseguir grans grandàries; Rhizodus hibberti d'Europa i Amèrica del Nord aconseguia una longitud estimada de 7 metres, la qual cosa el fa el peix d'aigua dolça més gran de tots els temps.